# Charles Swini
Charles Swini est un footballeur international malawite né le 28 février 1985 à Blantyre (Région Sud) et mort le 20 février 2024 à Lilongwe (Région Centrale). Il occupe le poste de gardien de but dans le club Super ESCOM de Blantyre.

## Biographie
Charles Swini naît le 28 février 1985 à Blantyre (Région Sud) au Malawi.
Il est sélectionné pour disputer avec l'équipe du Malawi la Coupe d'Afrique des nations en 2010.
Il est hospitalisé d'urgence à l'hôpital central Kamuzu (en) de Lilongwe à la suite de problèmes rénaux. Charles Swini meurt le 20 février 2024 à l’âge de 38 ans.

## Palmarès
- Championnat du Malawi de football : 2007, 2011